# Mühledorf (Soleure)
Pour les articles homonymes, voir Mühledorf.
Mühledorf est une localité et une ancienne commune suisse du canton de Soleure, située dans le district de Bucheggberg.

## Histoire

Vue aérienne (1949)

Le 1er janvier 2014, elle a fusionné avec ses voisines d'Aetigkofen, Aetingen, Bibern, Brügglen, Gossliwil, Hessigkofen, Küttigkofen, Kyburg-Buchegg et Tscheppach pour former la nouvelle commune de Buchegg.